# Августин Деляну
Августин Деляну (рум. Augustin Deleanu, 23 серпня 1944, Мегуреле — 27 березня 2014, Бухарест) — румунський футболіст, що грав на позиції захисника. По завершенні ігрової кар'єри — спортивний функціонер.
Виступав, зокрема, за клуби «Політехніка» (Тімішоара) та «Динамо» (Бухарест), у складі якого тричі ставав чемпіоном Румунії, а також за національну збірну Румунії.

## Клубна кар'єра
Народився 23 серпня 1944 року в місті Мегуреле. Вихованець футбольної школи клубу «Стяуа».
У дорослому футболі дебютував 1963 року виступами за команду клубу «Політехніка» (Тімішоара), в якій провів шість сезонів, взявши участь у 134 матчах чемпіонату. Більшість часу, проведеного у складі ясської «Політехніки», був основним гравцем захисту команди.
Своєю грою за цю команду привернув увагу представників тренерського штабу клубу «Динамо» (Бухарест), до складу якого приєднався 1969 року. Відіграв за бухарестську команду наступні сім сезонів своєї ігрової кар'єри. Граючи у складі бухарестського «Динамо» також здебільшого виходив на поле в основному складі команди. За цей час тричі виборював титул чемпіона Румунії.
Завершив професійну ігрову кар'єру у клубі «Жиул» (Петрошань), за команду якого виступав протягом 1976—1977 років.
Згодом перебував на адміністративній роботі, зокрема протягом 1990—1994 років був віце-президентом бухарестського «Динамо». Помер 27 березня 2014 року на 70-му році життя у місті Бухарест.

## Виступи за збірну
1966 року дебютував в офіційних матчах у складі національної збірної Румунії. Протягом кар'єри у національній команді, яка тривала 8 років, провів у формі головної команди країни 25 матчів.
У складі збірної був учасником чемпіонату світу 1970 року у Мексиці, на якому був резервним гравцем і на поле не виходив.

## Титули і досягнення
- Чемпіон Румунії (3):

«Динамо» (Бухарест): 1970-1971, 1972-1973, 1974-1975